# 薛如淮
薛如淮（1506年—1558年），字東卿，直隸常州府江陰縣人，民籍，明朝政治人物。

## 生平
嘉靖七年（1528年）戊子科應天府鄉試第九十二名舉人。嘉靖二十九年（1550年）中式庚戌科會試第一百九十一名，三甲第一百一十二名進士。以母喪歸，服闋，補南京刑部主事。有掾吏被杀，某御史认为是其同舍同僚所为，定为死罪，如淮查明真相，將真凶定罪，掾吏得以脱罪。大太监赖升侵吞国家钱款被查，贿赂权贵脱罪，如淮依法查处。当时稱为治狱平允，年五十三卒于官。

## 家族
曾祖薛佺；祖父薛霆，壽官；父薛鏊（1480年-1565年），字子珍，寧海州判。母陳氏。具庆下。